# Lingua urartea
La lingua urartea o urartiana, detta anche vannico o vanico, è una lingua estinta della famiglia hurro-urartea parlata nella 
Mesopotamia settentrionale nel periodo che va dal 900 a.C. al 600 a.C. dal popolo degli Urartei.